# Denso Airybees
Le Denso Airybees (デンソー・エアリービーズ) sono una società pallavolistica femminile giapponese, con sede a Nishio: militano nel campionato giapponese di SV.League; il club appartiene all'azienda Denso.

## Storia
Le Denso Airybees nascono nel 1953, ma iniziano ufficialmente la propria attività nel 1972. Dopo molti anni di militanza nelle categorie inferiori del campionato giapponese, nella stagione 1986-87 partecipano per la prima volta alla League, massima serie del campionato giapponese, classificandosi seste.
Nella stagione 2007-08, giocano la loro prima finale, classificandosi al secondo posto, alle spalle delle Toray Arrows. Nel 2008 vincono il Torneo Kurowashiki. Nel 2010 vincono per la prima volta la Coppa dell'Imperatrice. Al termine della stagione 2012-13 il club retrocede in V.Challenge League, perdendo il challenge match contro l'Hitachi Rivale; già nella stagione successiva il club ottiene una immediata promozione nella massima serie, battendo al challenge match le Pioneer Red Wings.

## Rosa 2019-2020
| N° | Nome                | Ruolo | Data di nascita  | Nazionalità sportiva |
| -- | ------------------- | ----- | ---------------- | -------------------- |
| 1  | Minami Nakamoto     | S     | 14 maggio 1997   | Giappone             |
| 2  | Haruka Sekiyama     | C     | 21 dicembre 1998 | Giappone             |
| 3  | Yui Asahi           | S     | 13 giugno 1994   | Giappone             |
| 4  | Nanaka Sakamoto     | S     | 6 settembre 1996 | Giappone             |
| 5  | Riho Ōtake          | C     | 23 dicembre 1993 | Giappone             |
| 6  | Kanami Tashiro      | P     | 25 marzo 1991    | Giappone             |
| 7  | Kozue Hayasaka      | P     | 24 giugno 1993   | Giappone             |
| 8  | Airi Tahara         | P     | 19 luglio 1996   | Giappone             |
| 9  | Mikiha Oguchi       | L     | 1º maggio 1993   | Giappone             |
| 10 | Fumika Moriya       | C     | 7 aprile 1992    | Giappone             |
| 11 | Kotoe Inoue         | L     | 15 febbraio 1990 | Giappone             |
| 12 | Momoko Ishibashi    | L     | 5 giugno 1998    | Giappone             |
| 13 | Mai Okumura         | C     | 31 ottobre 1990  | Giappone             |
| 15 | Yurie Nabeya        | S     | 15 dicembre 1993 | Giappone             |
| 17 | Asuka Nomura        | C     | 23 luglio 1994   | Giappone             |
| 18 | Sinead Jack         | C     | 8 novembre 1993  | Trinidad e Tobago    |
| 20 | Reina Tokoku        | S     | 28 aprile 1999   | Giappone             |
| 21 | Rei Kudo            | S     | 5 dicembre 1997  | Giappone             |
| 22 | Trần Thị Thanh Thúy | O     | 12 novembre 1997 | Vietnam              |
| 23 | Rena Sano           | S     | 19 aprile 1999   | Giappone             |
| 24 | Yuki Hyodo          | S     | 19 ottobre 1998  | Giappone             |

## Palmarès
- Coppa dell'Imperatrice: 1

2010
- Torneo Kurowashiki: 2

2008, 2017